# Jukka Tarkka
Jukka Tapio Tarkka (né le 7 septembre 1942 à Tampere) est un homme politique, journaliste, historien  et ancien député des jeunes finlandais (fi).

## Écrits
- (fi) Rolf Arnkil, Perimmäisten kysymysten äärellä. Kirjeenvaihtoa ja kirjoitelmia sairaskammion hiljaisuudessa (Jukka Tarkka (ed.)), WSOY, 1961, 13. painos 1965
- (fi) Rolf Arnkil, Ihmisestä on kysymys. Kirjeenvaihtoa Pentti Eskolan, Eelis Gulinin, Matti Luoman, Martti Paloheimon, Esko Seppälän, Topi Tarkan ja Osmo Tiililän kanssa sekä tutkielmia ja haastatteluja (Jukka Tarkka (ed.)), WSOY, 1963
- (fi) Rolf Arnkil, Etsijä (Aforismikokoelma, toimittanut Jukka Tarkka), WSOY, 1965, 7. painos 1973
- (fi) 13. artikla. Suomen sotasyyllisyyskysymys ja liittoutuneiden sotarikospolitiikka vuosina 1944–1946 (thèse), Porvoo, Helsinki, Juva, WSOY, 1977, 310 p. (ISBN 951-0-08022-5)
- (fi) James Magill et Jukka Tarkka, Tasavalta tulikokeessa. Muistelmia Suomesta kuuman ja kylmän sodan vuosilta, Espoo, Weilin + Göös, 1981 (ISBN 951-35-2237-7)
- (fi) Jukka Tarkka (ed.), Max Jakobson. Kansainvälinen suomalainen (ouvrage pour le 60ème anniversaire de Max Jakobson), Otava, 1983
- (fi) Jukka Tarkka (ed.), Suomen historia 1–8, Weilin + Göös, 1984–1988
- (fi) Allan Tiitta et Jukka Tarkka, Itsenäinen Suomi. Seitsemän vuosikymmentä kansakunnan elämästä, Helsinki, Otava, 1987 (ISBN 951-1-09314-2)
- (fi) Ei Stalin eikä Hitler. Suomen turvallisuuspolitiikka toisen maailmansodan aikana, Helsinki, Otava, 1987, 111 p. (ISBN 951-1-09751-2)
- (fi) Ahti Karjalainen & Jukka Tarkka, Presidentin ministeri. Ahti Karjalaisen ura Urho Kekkosen Suomessa, Helsinki, Otava, 1989, 251 p. (ISBN 951-1-08892-0)
- (fi) Jukka Tarkka (ed.), Suomi 75. Itsenäisen Suomen historia 1–4, Weilin+Göös, 1991–1992
- (fi) Suomen kylmä sota. Miten viattomuudesta tuli voima, Helsinki, Otava, 1992 (ISBN 951-1-12338-6)
- (fi) Tarkat. Kolumnikirja, Helsinki, Otava, 1993 (ISBN 951-1-12737-3)
- (fi) Ekonen, Jouni et al, Ihmisen tiet. Suomen historian käännekohtia (Lukion oppikirja), Helsinki, Otava, 1995 (ISBN 951-1-13349-7)
- (fi) Allan Tiitta et Jukka Tarkka, Itsenäinen Suomi. Kahdeksan vuosikymmentä kansakunnan elämästä, Helsinki, Otava, 1997 (ISBN 951-1-15062-6)
- (fi) Kysyjän osa. Mitä on olla nuorsuomalainen, Helsinki, Otava, 1999 (ISBN 951-1-15907-0)
- (fi) Jouni Ekonen et al., Lukion horisontti. Torpparista isännäksi (Lukion oppikirja), Helsinki, Otava, 2002 (ISBN 951-1-17790-7)
- (fi) Uhan alta unioniin. Asennemurros ja sen unilukkari Eva, Helsinki, Otava, 2002 (ISBN 951-1-17856-3)
- (fi) Kansallinen kolkuttaja. L. A. Puntilan yhteiskunnallinen elämäntyö, Helsinki, WSOY, 2004 (ISBN 951-0-29501-9)
- (fi) Isänmaan unilukkari. Päiviö Hetemäen yhteiskunnallinen elämäntyö, Helsinki, WSOY, 2006 (ISBN 951-0-31602-4)
- (fi) Allan Tiitta et Jukka Tarkka, Itsenäinen Suomi. 90 vuotta kansakunnan elämästä, Helsinki, Otava, 2007 (ISBN 978-951-1-21474-8)
- (fi) Tommi-Tapio Hämäläinen et al., Viisi näkökulmaa L. A. Puntilaan, Helsinki, Suomen kulttuurirahasto, 2009
- (fi) Hirmuinen asia. Sotasyyllisyys ja historian taito, Helsinki, WSOY, 2009 (ISBN 978-951-0-34892-5)
- (fi) Max Jakobson. Kylmän sodan diplomaatti, Helsinki, Otava, 2010 (ISBN 978-951-1-23697-9)
- (fi) Karhun kainalossa. Suomen kylmä sota 1947-1990, Helsinki, Otava, 2012 (ISBN 978-951-1-25796-7)
- (fi) Venäjän vieressä. Suomen turvallisuuskulttuuri 1990–2012, Helsingissä, Otava, 2015 (ISBN 978-951-1-28667-7)
- (fi) Muistumia, Helsinki, Siltala, 2017 (ISBN 978-952-234-450-2)

## Reconnaissance
- Prix Pehr-Evind-Svinhufvud, 1992